# فوسفات الحديد الثنائي
فوسفات الحديد الثنائي (أو فوسفات الحديديك) هو مركب لاعضوي صيغته Fe3(PO4)2، ويوجد على هيئة مسحوق بني.

## التحضير
يحضر المركب من تفاعل كبريتات الحديد الثنائي مع فوسفات ثلاثي الصوديوم:
{\displaystyle {\ce {3 FeSO4 + 2 Na3PO4 -> Fe3(PO4)2 + 3 Na2SO4}}}
أو من التفاعل مع فوسفات الأمونيوم ثنائي الهيدروجين ثم بالتسخين اللاحق.

## الخواص
يوجد المركب في الشروط القياسية على هيئة مسحوق بني، وهو غير قابل للانحلال في الماء.